# Люди моей долины
«Люди моей долины» — советский цветной драматический фильм 1960 года, снятый Сигизмундом Навроцким на Киевской киностудии им. А. П. Довженко, его последняя работа в области кино.
Премьера фильма состоялась 14 марта 1961 года.

## Сюжет
В Полесье люди страдают от подтопления земель. Председатель колхоза Товкач убеждён, что так будет всегда, но мелиоратор Евгений Бурчак с этим не согласен. Он настаивает на продолжении работ по осушению и находит союзницу в лице энергичного парторга Параси. Вместе они организуют людей на постройку нового канала, чтобы исправить ситуацию.

## Роли исполняют
- Евгений Самойлов — Евгений Бурчак
- Вера Васильева — Парася
- Степан Шкурат — Нехода
- Вячеслав Воронин — Тимофей
- Варвара Маслюченко — Настя
- Василий Нещипленко — Муров
- Евгений Тетерин — Слонь
- Николай Тимофеев — Стойвода
- Лидия Федосеева-Шукшина — Василина
- Виктор Добровольский — Товкач
- Григорий Тесля — председатель колхоза

## Съёмочная группа
- Режиссёр: Сигизмунд Навроцкий
- Авторы сценария: Василий Земляк, Николай Рожков
- Оператор: Владимир Войтенко
- Художник-постановщик: Виктор Мигулько
- Звукорежиссёр: Натан Трахтенберг
- Композитор: Герман Жуковский